# Бой между «Сиднеем» и «Кормораном»
Бой между австралийским лёгким крейсером «Сидней» под командованием капитана Джозефа Барнета и германским вспомогательным крейсером «Корморан»(I) под командованием фрегатенкапитана Теодора Дитмерса. Произошёл 19 ноября 1941 во время Второй мировой войны примерно в 196 км от острова Дерк-Хартог у побережья западной Австралии. В ходе получасового боя корабли нанесли друг другу большие повреждения, вследствие которых они затонули.
Начиная с 24 ноября, после того как «Сидней» не смог вернуться в порт и больше не отвечал на радиозапросы, авиация и флот начали его поиски. В море были найдены шлюпки с «Корморана», другим шлюпкам удалось достигнуть побережья Австралии к северу от города Карнарвон. Из 399 человек команды «Корморана» выжили 318. Но из 645 человек экипажа австралийского крейсера не выжил никто. Потеря «Сиднея» стала самой большой потерей в истории Королевского австралийского флота. «Сидней» стал самым большим кораблём Союзников, потерянным со всем экипажем в годы Второй мировой войны. Австралийские власти узнали о судьбе крейсера от выживших моряков с «Корморана», которых отправили в лагеря военнопленных до конца войны. Место затопления двух кораблей было найдено только в 2008 году. Потеря «Сиднея» со всем экипажем в территориальных водах Австралии нанесла сильный удар по военному духу австралийцев.
По поводу событий боя часто возникали споры, особенно до того как были найдены обломки кораблей. Вопрос о том, каким образом перестроенное торговое судно «Корморан» смогло уничтожить военный корабль «Сидней», построенный специально с целью ведения морских сражений, служил пищей для рассуждений, предметом многочисленных книг, двух официальных докладов правительственных комиссий (опубликованных в 1999 и 2008, соответственно). Согласно немецким источникам, которые австралийские дознаватели в годы войны (как и большинство последующих комментаторов) сочли правдивыми и в целом корректными, «Сидней» подошёл настолько близко к «Корморану», что австралийский крейсер утратил два своих ключевых технических преимущества: более мощную броню и более дальнобойную артиллерию.
В многочисленных послевоенных публикациях высказывались различные теории относительно обстоятельств гибели «Сиднея», в том числе о тайном участии японского флота (до официального объявления войны). Доказательства, поддерживающие эти теории, не были найдены.

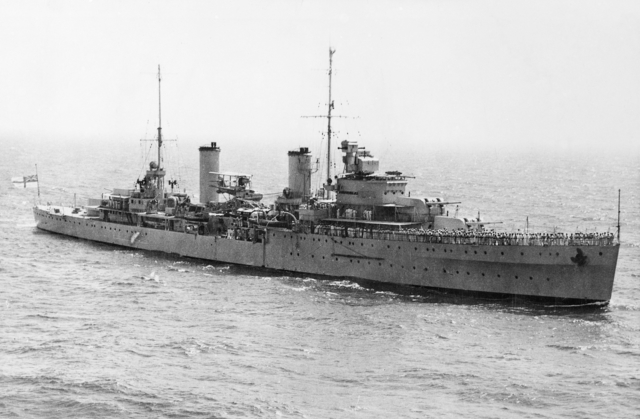
Лёгкий крейсер «Сидней», 1940 год

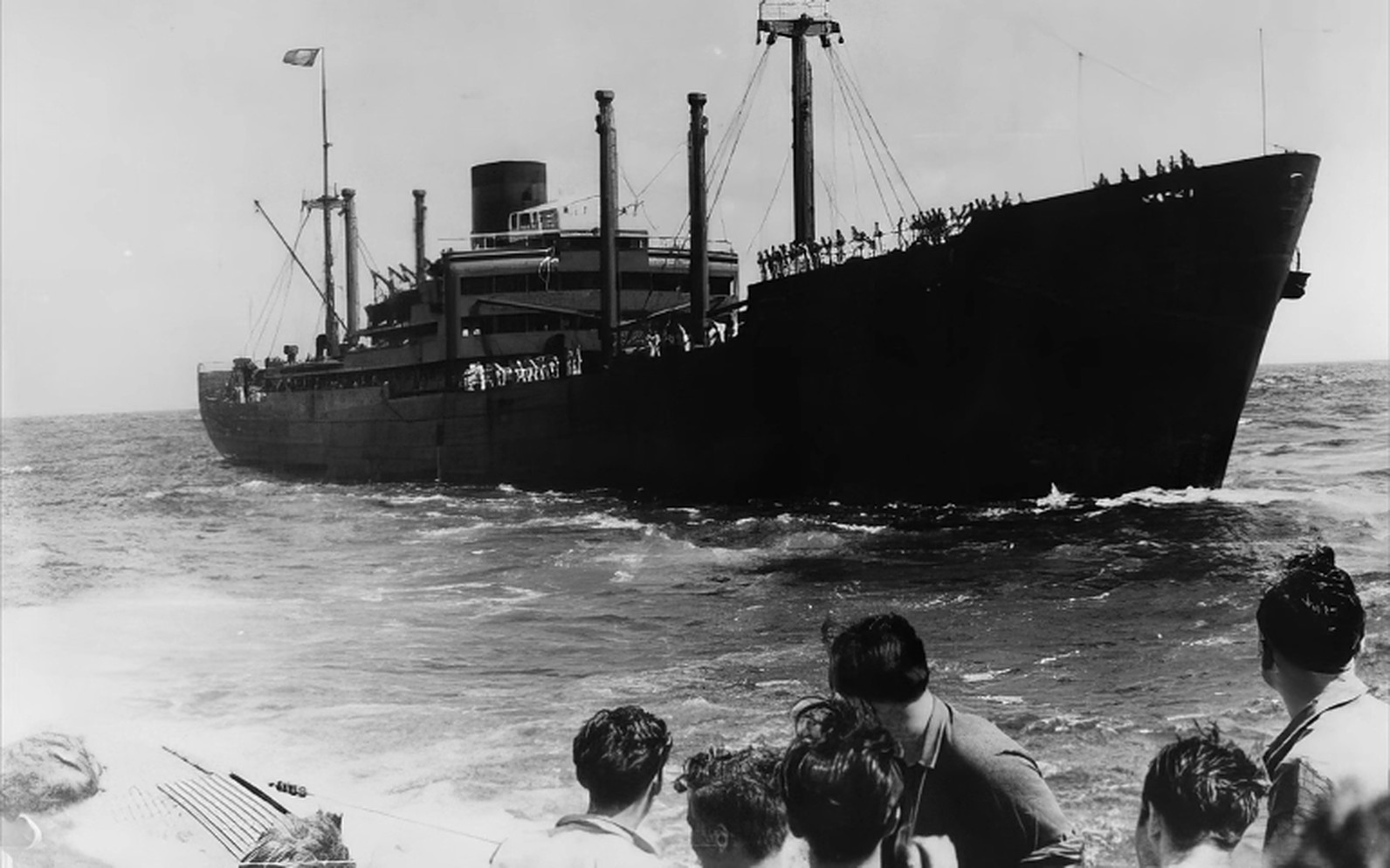
Вспомогательный крейсер «Корморан», фотография с немецкой подводной лодки, 1940 год

## Предыстория

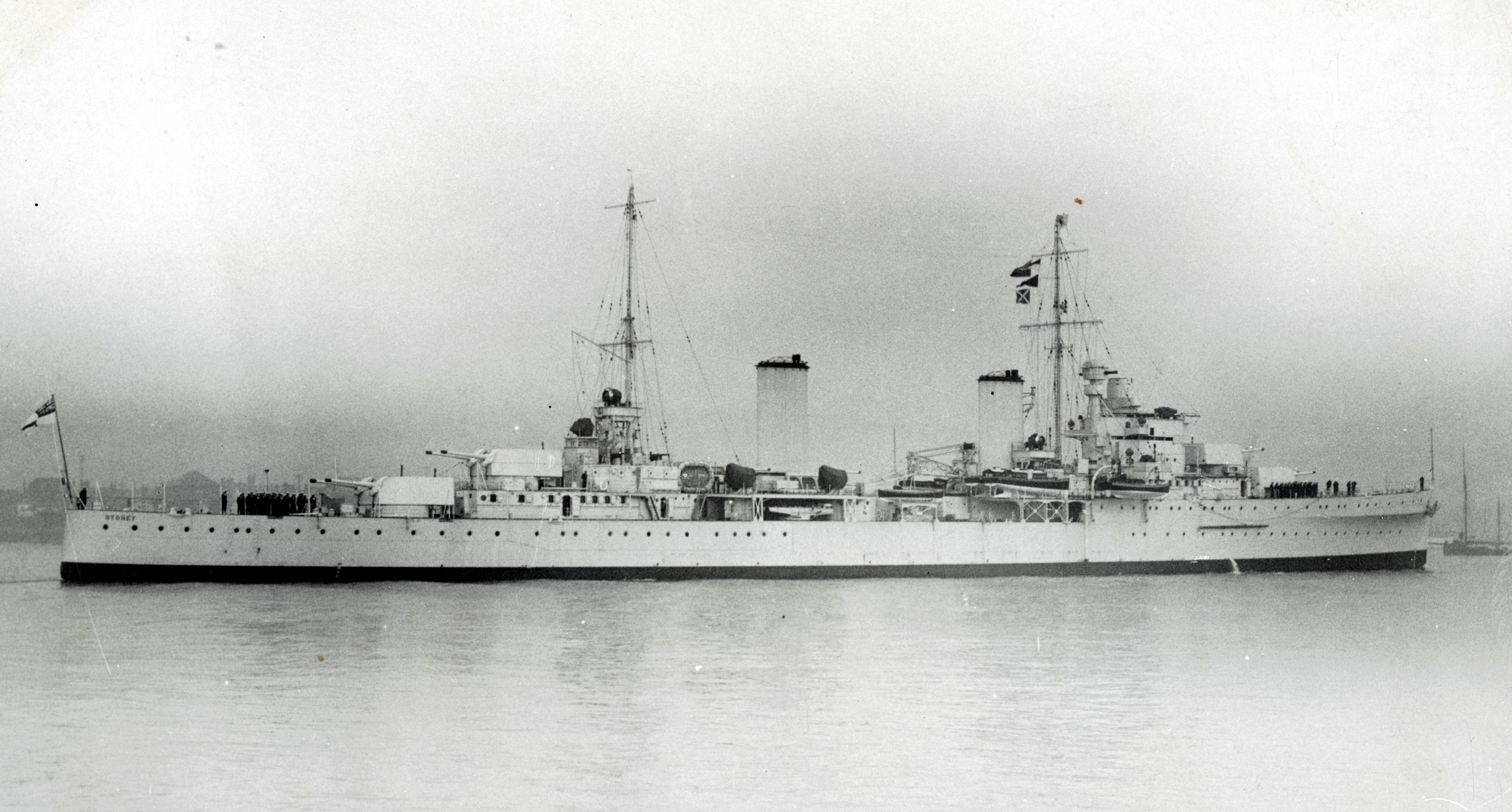
HMAS Sydney в 1935 году

### Крейсер «Сидней»
«Сидней» был одним из лёгких крейсеров класса «улучшенный Линдер или Перт» Королевского австралийского флота (RAN). Построенный для Королевского флота Великобритании крейсер был приобретён австралийским правительством для замены лёгкого крейсера «Брисбен» и в сентябре 1935 вступил в ряды RAN . Крейсер был длиной в 171,4 м, его полное водоизмещение достигало 9 тыс. тонн. Основным вооружением крейсера являлись восемь 152-мм орудий в четырёх двухорудийных башнях (передние А и В, задние X и Y). Дополнительное вооружение было представлено четырьмя 102-мм зенитных орудиями, девятью пулемётами кал. 7,7 мм и восемью торпедными аппаратами калибра 533 мм в двух счетверённых установках. Крейсер имел и авиационное вооружение — гидросамолёт-амфибию Supermarine Walrus, запускавшийся с катапульты..
В начале карьеры крейсер осуществлял эскортную службу и патрулирование в австралийских водах. В начале 1940-х его отправили на Средиземное море, где восемь месяцев он доблестно сражался против итальянского флота, участвовал во многих битвах, потопил два военных итальянских корабля и несколько торговых судов, участвовал в нескольких конвойных операциях и обстрелах берега, снискав заслуженную славу и став гордостью всей Австралии. В начале января 1941 года крейсер был отозван в Австралию, командование собиралось расширить боевую активность австралийского флота, другой причиной стала возросшая угроза действий стран Оси (немецкие рейдеры) в австралийских водах. «Сидней» был приписан к порту Фримантл в западной Австралии, нёс патрульную службу и выступал как корабль эскорта. В мае 1941 года Джозеф Барнет сменил Джона Коллинза на посту капитана корабля.
11 ноября «Сидней» отбыл из Фримантла в Сингапур вместе с транспортом SS Zealandia. Корабли прошли в Зондский пролив, где «Сидней» 17 ноября 1941 передал транспорт английскому лёгкому крейсеру «Дурбан». Затем «Сидней» повернул к берегам Австралии, он должен был прибыть во Фримантл после 20 ноября. Ко времени встречи с «Кормораном» его команда составляла 645 человек: 41 офицер, 594 матроса, шестеро человек из ВВС Австралии и четверо гражданских работников столовой.

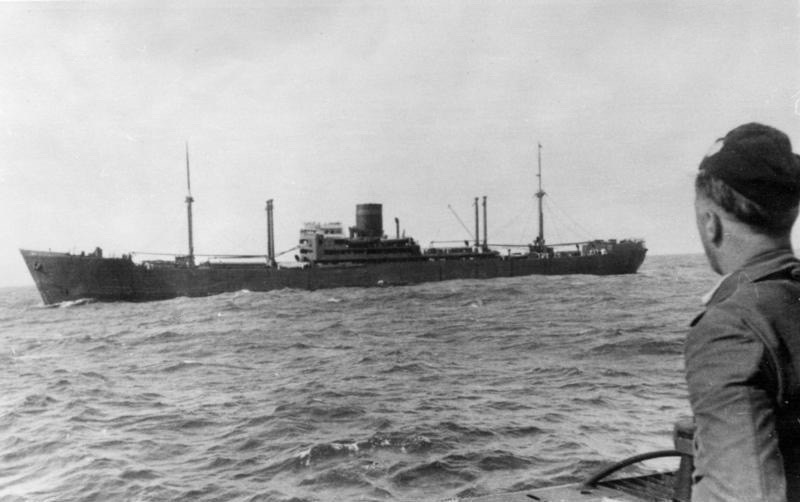
«Корморан» в 1940 году, вид с германской подводной лодки

### Вспомогательный крейсер «Корморан»
В 1930 году ограничения на мощь военных кораблей, наложенные Версальским договором на Кригсмарине и флота других стран, побудили германское командование принять идею рейдерства вспомогательных крейсеров в будущих войнах. Было решено отобрать подходящие суда. Одним из таких судов стало торговое судно «Штейермарк» (Steiermark). С началом Второй мировой войны он был реквизирован Кригсмарине, «Штейермарк» был новейшим и самым большим из девяти рейдеров(II) группы Hilfskreuzer (вспомогательных крейсеров) или Handelsstörkreuzer (крейсеров подрыва торговли).
После модификации рейдер под названием «Корморан» был принят в ряды Кригсмарине. Он имел длину в 157 метров, водоизмещением в 19 900 тонн (8 736 брутто-регистровых тонн), вооружён шестью одиночными орудиями калибра 150 мм (по два орудия на баке и юте, пятое и шестое по центру) . Дополнительным вооружением служили два 37-мм противотанковых орудия, пять 20-мм зенитных автоматических пушек и шесть торпедных аппаратов калибра 533 м: два спаренных надводных торпедных аппарата побортно и два одиночных подводных торпедных аппарата также побортно. 150-мм орудия были замаскированы за фальшивыми листами корпуса и грузовыми люками, которые поворачивались после того как был отдан приказ сбросить маскировку. Дополнительные орудия были установлены на гидравлических лифтах спрятанных в надстройках. Рейдер мог маскироваться под одно из судов союзников или нейтральных стран.
В декабре 1940 года «Корморан» покинул Германию, он шёл под командованием фрегаттенкапитана (капитана второго ранга) Теодора Дитмерса. Действуя в Атлантике, рейдер потопил семь торговых судов и захватил ещё восемь. В конце апреля 1941 года рейдер был направлен в Индийский океан. В течение последующих шести месяцев рейдер перехватил шесть торговых судов и несколько раз заправлялся с немецких кораблей снабжения. «Корморан» нёс несколько сотен морских мин, так как командование планировало, что перед возвращением домой в начале 1942 года, рейдер сделает минные постановки. Дитмерс планировал установить мины на судовых маршрутах у мыса Лиуин (Cape Leeuwin) и близ Фримантла, но это решение было отложено, после того как в этом районе были запеленгованы сигналы военного корабля (австралийского тяжёлого крейсера «Канберра»). Вместо этого Дитмерс принял решение пойти на север и прочесать залив Шарк. Ко времени встречи с «Сиднеем» рейдер был замаскирован под голландское торговое судно Straat Malakka, его команда состояла из 399 человек: 36 офицеров, 359 матросов и 4 китайских матросов из экипажа захваченного торгового корабля, нанятых для работы в прачечной.

## Битва

### Опознание
19 ноября незадолго до 16.00 «Корморан» находился в 280 км к юго-западу от Карнарвона, западная Австралия. Рейдер шёл курсом 025° на север со скоростью 11 узлов (20 км/ч). В 15.55 по левому борту были замечены мачты, напоминающие парусник, но вскоре команда установила, что это были мачты военного корабля («Сиднея»). Дитмерс приказал повернуть рейдер к солнцу (на курс 260°) и идти с максимальной доступной скоростью, быстро упавшей с 15 до 14 узлов (с 28 до 26 км/ч) ввиду проблемы с одним из дизелей. На рейдере был объявлен аврал. «Сидней» заметил рейдера в то же время и повернул на юг, рассчитывая перехватить его на скорости 25 узлов (46 км/ч).

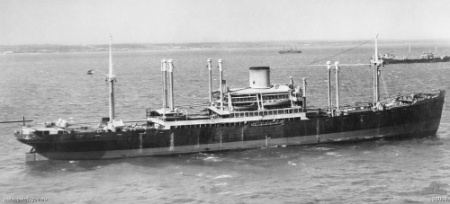
Судно Straat Malakka в 1940 году

Сократив разрыв в расстоянии, австралийский крейсер потребовал, чтобы «Корморан» идентифицировал себя. При помощи сигнального прожектора подавался сигнал «NNJ» (Вам следует приготовить свои сигнальные письма) но команде рейдера был неизвестен этот сигнал, который редко использовался, и ответа не последовало. «Сидней» продолжал подавать сигнал 30 минут, после чего подал флагами сигнал «VH» (Вам следует поднять свои сигнальные письма), при этом сигнальный прожектор продолжал передавать сообщение. После задержки «Корморан» поднял на штаге сигнал «PKQI», сигнал-название голландского торгового судна Straat Malakka и поднял голландский флаг. Когда «Сидней» приблизился на 15 км с задней стороны правого борта, сигнал-название оказался скрыт за дымовой трубой «Корморана». Немецкие источники называют разные причины происшедшего: желанием поддержать вид торгового судна, стремлением подманить «Сидней» поближе или ошибкой сигнальщика. «Сидней» просигналил: «Покажите ваше сигнальное письмо яснее». Сигнальщик «Корморана» ответил, протянув флаги на фале и размахивая ими вдоль правого борта. К 16.35 когда «Сидней» был в 8 км неисправность двигателя «Корморана» была устранена, но Дитмерс решил приберечь его для резерва.
«Сидней» задал вопрос «Куда идёте?» на что рейдер ответил: «Батавия». «Сидней» запросил порт назначения корабля и его груз, немцы дали ответы «Фримантл» и «Ткани». В 17.00 Дитмерс приказал радистам послать ложный сигнал бедствия о том, что судно Straat Malakka остановлено подозрительным кораблём. Сигнал был подан в 17.03 и повторен в 17.05, он содержал сигнал бедствия торгового корабля, остановленного военным рейдером (QQQQ, в отличие от RRRR), широту и долготу передающего судна, время по Гринвичу (обычной практикой была передача местного времени, передавая время по Гринвичу команда давала знать Кригсмарине что корабль является рейдером, который находится в смертельной опасности) и название корабля. Этот сигнал был частично перехвачен буксирным судном Uco («QQQQ [неразборчиво] 1000 GMT») и береговой станцией в Джералдтоне, западная Австралия («[неразборчиво] 7C 11115E 1000 GMT»). Станция в Джералдтоне передала в эфир сообщение всем суднам принявшим сообщение ответить (что немцы восприняли как подтверждение их сигнала) но не получив ответа проигнорировали его, пока доклад о сигнале не был отправлен 27 ноября в Морское бюро.
В ходе обмена сообщениями и передачи сигнала бедствия «Сидней» шёл параллельным курсом по правому борту рейдера в 1.300 м от него. Дитмерсу не было известно: готов ли австралиец к бою, его главные орудия были направлены на «Корморан», гидросамолёт был готов к взлёту, что побудило Дитмерса отдать приказ команде готовиться к бою. Однако у 100 мм орудий «Сиднея» не было прислуги, команда крейсера находилась на верхней палубе. Выполняя манёвр «Сидней» поднял сигнал «IK» (краткую форму сигнала «Вам следует быть готовыми к циклону, урагану или тайфуну») на который «Корморан» не ответил, поскольку с немецкой точки зрения сигнал не имел смысла. Немцы не подозревали о том, что сигнал «Сиднея» был серединой секретного позывного настоящего Straat Malakka: «IIKP» для подтверждения своей идентификации, австралийцы просто убрали из него крайние буквы. В 17.25 взлёт самолёта был отменён, катапульта возвращена в исходную позицию, корабли были слишком близко друг к другу для безопасного взлёта.
В 17.30, через 15 минут после того как рейдер не смог дать ответ «Сиднею», просигналил световым прожектором «Покажите ваш секретный сигнал». Тогда Дитмерс понял, что «Корморан» попал в беду.

### Бой
В ответ на сигнал крейсера Дитмерс отдал приказ сбросить маскировку, поднять вместо голландского флага флаг Кригсмарине и открыть огонь из всех орудий и торпедных аппаратов.
Большинство источников сообщают, что первые залпы всех восьми орудий «Сиднея» прошли над «Кормораном», хотя часть немцев заявили, что снаряды прошли, не взорвавшись, через трубу и радиорубку на мостике и упали в воду с дальней стороны рейдера. В одной из публикаций заявлялось, что это был только предупредительный выстрел над надстройками рейдера или попытка уничтожить мостик рейдера, чтобы вынудить его команду к капитуляции. Когда два орудия «Корморана» дали залп (два центровых орудия рейдера ещё не были готовы к стрельбе из-за задержки в демаскировке) орудийный офицер попытался накрыть мостик крейсера, но у него не получилось, снаряды поразили борт крейсера или прошли над трубами. Одновременно с орудийным залпом «Корморан» произвёл одновременный торпедный залп из двух аппаратов правого борта. Близкое расстояние позволило команде рейдера пустить в ход зенитное вооружение и защитные орудия близкого действия, что не дало команде «Сиднея» воспользоваться дополнительным вооружением.
Последующие залпы рейдера были более точными. Второй залп из трёх снарядов разрушил мостик «Сиднея» и повредил верхние надстройки, включая систему управления огнём, радиорубку и фок-мачту. К этому времени четвёртое 150-мм орудие было готово к бою, рейдер открыл огонь из всех четырёх орудий, третий и четвёртый залп вывели из строя башни А и В крейсера, до того как они смогли выстрелить во второй раз, пятый залп попал в ватерлинию «Сиднея» приблизительно у переднего машинного отделения, хотя один снаряд ушёл вверх и уничтожил гидросамолёт. Следующие три залпа «Корморан» произвёл по ватерлинии и верхней палубе «Сиднея». После шестого залпа рейдера крейсер открыл огонь из кормовых башен. Башня Y выстрелила около четырёх раз с небольшим эффектом, но ряд залпов башни Х накрыли «Корморан», повредили машинное отделение, ранили прислугу одного из орудий, а в одном из нефтяных танков начался пожар.
Во время восьмого или девятого залпа «Корморана» одна из двух торпед запущенных в начале боя поразила «Сидней» в районе башни А у гидролокатора (слабейший участок корпуса судна) пробив дыру в борту, крейсер начал заваливаться на нос. После попадания торпеды «Сидней» стал с трудом поворачиваться, немцы подумали, что команда крейсера желает пойти на таран, но крейсер прошёл за кормой. В ходе манёвра десятый залп немцев разбил крышу башни В и разрушил корпус башни А.
Первая часть боя завершилась в 17.35, когда «Сидней» пошёл на юг и стал замедлять ход, в то время как «Корморан» шёл тем же курсом, не изменяя скорость. Основное вооружение «Сиднея» было полностью выведено из строя (передние башни были повреждены или уничтожены, кормовые были заклинены у левого борта и не нацелены на «Корморан»). Крейсер был окутан дымом от пожаров в машинном отделении и передних надстройках и вокруг авиационной катапульты. «Корморан» более не вёл огонь залпами, но кормовые орудия продолжали стрелять поодиночке, когда «Сидней» оказывался в направлении кормы рейдера.
В 17.45 «Сидней» произвёл залп двумя торпедами из аппаратов правого борта (хотя несколько немцев заявили, что выстрелов было больше). Перед торпедным залпом крейсера Дитмерс решил окончательно уничтожить «Сидней» и приказал рейдеру повернуть назад так, чтобы можно было давать залпы из всех четырёх орудий, благодаря этому манёвру торпеды прошли за кормой «Корморана». После завершения манёвра «Корморан» был вынужден остановиться, его машины из-за боевых повреждений полностью отказали, в то время как «Сидней» продолжал уходить на юг на низкой скорости. Остановившись, «Корморан» продолжал вести интенсивный огонь, некоторые немецкие матросы утверждали, что в ходе второй фазы битвы было выпущено 450 снарядов и отмечали попадания в крейсер, хотя с увеличением расстояния между кораблями многие снаряды прошли мимо цели. Последний выстрел рейдер произвёл в 17.50, находясь на расстоянии 6 км от крейсера, в 18.00 был произведён пуск торпеды, но она не попала в «Сидней».

### Результат
К концу 30-минутного боя оба корабля были сильно повреждены и горели, они находились в 10 км друг от друга.
«Сидней» уходил курсом на юго-юго-восток, по-видимому, он потерял управляемость. Австралийский крейсер быстро ушёл из видимости немцев, хотя зарево от пожара освещало горизонт до 22.00, некоторые выжившие утверждали, что свет был виден постоянно или время от времени до полуночи. Ночью «Сидней» пошёл ко дну; первоначально полагалось, что крейсер взорвался, когда огонь достиг орудийных погребов или торпедных установок или когда вода протекла через пробоины в корпусе, после чего судно перевернулось. Однако после нахождения обломков было установлено, что команде всё же удалось частично управлять «Сиднеем» и она пыталась направить курсом 130—140 со скоростью в 1,5 узла (2,8 км/ч). На протяжении четырёх часов корабль сохранял плавучесть, прежде чем его нос, в результате волнения на море, оторвался и стал почти вертикально под весом якорей и цепей. Оставшаяся часть корабля быстро затонула и ушла под водой на 500 м вправо пока не ударилась кормой о дно.
Что касается «Корморана», то он из-за полученных повреждений уже не мог двигаться. В 18.25 Дитмерс отдал приказ покинуть корабль, поскольку ввиду повреждений в машинном отделении противопожарная система вышла из строя, и уже нельзя было сдержать или контролировать пожар в нефтяном танке, грозивший подобраться к минному погребу. В 21.00 начали спускать шлюпки и спасательные плоты, все они кроме одного были заполнены людьми, команда переносила оружие, а офицеры готовились затопить корабль. К полуночи «Корморан» был покинут, он медленно тонул, пока через полчаса не взорвался минный погреб. Выжившие немцы разместились в пяти шлюпках и на двух плотах. На куттере было 46 чел., на двух повреждённых стальных плотах 57 и 62 чел. соответственно (на последнем плоту находился сам Дитмерс, плот буксировал несколько поплавков). На одной лодке было 72 моряка, на другой 31 на двух плотах находилось по 26 матросов. В ходе эвакуации резиновый плот, переносивший 60 человек, в основном раненых, внезапно пошёл к дну, погубив при этом всех пассажиров, спастись удалось только троим . Всего команда потеряла шесть офицеров, 75 матросов и одного китайца из прачечной.

## Поиски и спасение
Когда «Сидней» не прибыл в назначенное время, это вызвало лишь небольшое беспокойство, поскольку поход на север вместе с «Зеландией» мог продлиться дольше, чем ожидалось, «Дурбан» мог опоздать на рандеву, «Сидней» мог повернуть на юг, чтобы сопроводить какое-либо торговое судно, могли случиться небольшие проблемы с машиной. Военным кораблям предписывалось не нарушать радиомолчание без необходимости, ни одна из вышеупомянутых причин не была настолько значимой, чтобы выйти в эфир и сообщить во Фримантл о задержке. Когда корабль не прибыл и 23 ноября радиостанции (первоначально во Фримантле, затем высокомощные станции в Австралии) начали передавать сигналы, требуя чтобы «Сидней» ответил им.
23 ноября в 06.00 британский транспорт «Аквитания» обнаружил в точке с координатами 24°35′S 110°57′E24.583°S 110,950°E один из двух плотов, на котором находились 26 германских моряков. Первоначально офицеры «Аквитании» решили, что спасённые моряки стали жертвой нападения немецкого рейдера, который всё ещё может находиться в этой области. «Аквитания» продолжила своё плавание к Сиднею, сохраняя радиомолчание до полудня 26 ноября. Дитмерс со своего плота видел транспорт, но решил не подавать ему знаков, надеясь, что его подберёт нейтральное судно.
Утром 24 ноября шесть самолётов Lockheed Hudson из 14-й эскадрильи австралийских ВВС с базы Пирс начали поиски крейсера. Когда стало известно, что передача «Зеландии» прошла, как предусмотрено авиапоиски начались и в Яванском море. В полдень 24 ноября австралийский флот получил первые новости о бое «Сиднея» с «Кормораном»: британский танкер Trocas сообщил, что в 15.00 подобрал плот с 25 немецкими моряками (один из них пропал) в точке с координатами 24°6′S 111°40′E24.100°S 111,667°E. После дальнейших переговоров с танкером военно-морской совет пришёл к выводу, что моряки были с рейдера «Корморан», вступившим бой с каким-то неизвестным кораблём, в ходе которого сражавшиеся уничтожили друг друга. Совет заключил, что кораблем, погибшим во время боя с «Кормораном», был крейсер «Сидней».
Передача сигналов «Сиднею» была прекращена, так как австралийское военно-морское командование пришло к выводу, что если крейсер уцелел, то он не может ответить из-за повреждений, полученных в бою или из-за каких-либо оперативных соображений. Шесть торговых судов, находящихся поблизости (Pan Europe, Saidja, Herstein, Sunetta, Centaur, and Hermion) получили предписание пройти через указанное место, проводя поиски выживших или обломков каждого из кораблей, четверо вспомогательных кораблей(HMAS Yandra, Heros, Olive Cam, и Wyrallah) вышли из Фримантла, чтобы произвести поиски в районе. Самолёты 14-й и 25-й эскадрилий были переброшены в Карнарвон, чтобы оттуда вести авиапоиски на следующее утро, также к поиску были привлечены два самолёта PBY Catalina один из Таунсвилля, а другой из Порт-Морсби. 25 ноября в Зондский пролив по предполагаемому курсу «Сиднея» был отправлен голландский лёгкий крейсер Tromp на случай, если «Сидней» получив повреждения, направился в Сурабаю или Сингапур.

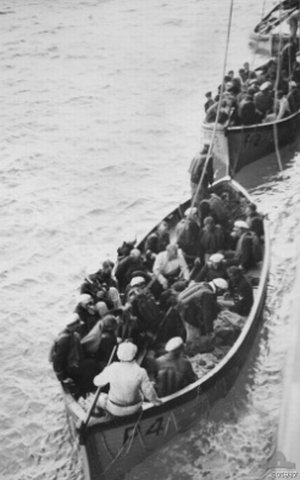
Выжившие на буксире в двух шлюпках с «Кентавра». Немецкую шлюпку можно увидеть за ними.

25 ноября в ходе воздушных поисков у западной Австралии были замечены несколько немецких спасательных шлюпок: куттер с 46 моряками достиг берега у 17-Mile Well, спасательная шлюпка с 57 выжившими была замечена у Red Bluff и третья шлюпка была замечена у берега. В полдень персонал станции Куобба произвёл облаву на две группы, которые сдались без сопротивления. Наутро 26 ноября самолёт заметил в море две лодки, но позже в полдень найти их уже не смог. На закате с борта пассажирского судна Koolinda в точке с координатами 24°07′S 112°46′E24.117°S 112,767°E была замечена лодка с 31 моряками, они были подобраны и доставлены в Карнарвон.
Австралийское госпитальное судно «Кентавр»,, получившее приказ забрать немцев из Карнарвона и отвезти их во Фримантл, в 22.00 встретило спасательную шлюпку в которой были 62 моряка и Дитмерс в точке с координатами 24°39′S 112°15′E24.650°S 112,250°E.
Команда «Кентавра» передала немцам пищу, подняла на борт 9 раненых и взяла лодку на буксир. В ходе плавания в Карнарвон переполненная и повреждённая немецкая шлюпка начала тонуть. Капитан «Кентавра» приказал спустить две шлюпки и рассадить в них немцев, создав «пёструю комбинацию на буксире». Перед подходом к Карнарвону 27 ноября немцев перевели из шлюпок в грузовые отсеки «Кентавра», где они встретили своих товарищей, которые ранее достигли берега и охранников из австралийской армии. Последняя лодка, на борту которой находились 70 немцев и два китайца, была замечена утром 27 ноября с воздуха в точке с координатами 25°4′S 112°4′E25.067°S 112,067°E, немного позднее её экипаж подобрал HMAS Yandra. 28 ноября противолодочный корабль Wyrallah обнаружил немецкий спасательный жилет и два четырёхместных спасательных плота, на одном из них был умерший немецкий матрос, австралийцы похоронили его в море.
На закате 29 ноября поиски были прекращены. Все немецкие спасательные шлюпки были учтены, из 399 человек составлявших команду «Корморана» выжили 318(III). Напротив, из 645 человек команды «Сиднея» не было найдено никого. Единственной значимой находкой стал надувной спасательный круг с крейсера, обнаруженный 27 ноября кораблём Wyrallah. В тот же день торговое судно Evagoras сообщило, что найден ещё один спасательный круг австралийского военного флота, но это сообщение не подтвердилось. 28 ноября австралийский корабль HMAS Heros нашёл повреждённый спасательный плот системы Карли. В феврале 1942 у острова Рождества был найден ещё один плот Карли, полагается, что это был плот с крейсера «Сидней».

## Послесловие
26 ноября военно-морской совет направил списки команды «Сиднея» во все районные управления флота. Были отправлены телеграммы ближайшим родственникам моряков «Сиднея» с заявлением, что их близкие «пропали в бою с врагом», хотя военно-морские цензоры посоветовали прессе не выпускать объявлений связанных с пропавшим крейсером. Несмотря на это начали распространяться слухи о потере корабля, подпитанные недостатком информации в телеграммах. В полдень 30 ноября премьер-министр Австралии Джон Кёртин выступил с официальным заявлением о потере корабля, но радиостанциям было приказано не выпускать это сообщение в эфир в течение 48 часов, чтобы тем самым не предупредить другие немецкие корабли, действующие в этой области. Несколько мельбурнских радиостанций не подчинились приказу и временно лишились допуска в эфир. Три дня спустя Кёртин сделал другое объявление, объяснив, что стало известно о битве.
Потеря «Сиднея» со всем экипажем нанесла сильный удар по военному духу австралийцев, это была самая большая потеря австралийского флота в истории, гибель команды составила 35 % от общих потерь австралийского флота в годы Второй мировой войны. Эта потеря была дополнена гибелью военного шлюпа «Парамата», торпедированного 27 ноября немецкой подлодкой U-559, об этом было объявлено на следующий день после обнародования сведений о потере «Сиднея». Тем не менее, потеря «Сиднея» слабо освещалась в других странах Союзников, поскольку в те две недели были потеряны британские авианосец «Арк-ройял» и линкор «Барэм» а в начале декабря произошли нападения японцев на Пирл-Харбор и Сингапур. «Сидней» стал самым большим кораблём Союзников, потерянный со всем экипажем в годы Второй мировой войны.
В Германии о битве узнали благодаря перехватам переговоров в ходе поисков уцелевших и новостными статьями Союзников. Отчёт о битве был опубликован в начале 1943 года для служебного пользования германскими офицерами. События битвы были обнародованы в декабре 1943 — после того как более ранние отчёты были подтверждены моряком из экипажа «Корморана», отправленного на родину в рамках обмена военнопленными.

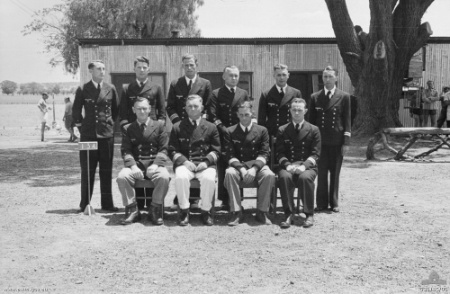
Группа старших офицеров «Корморана» в заключении в усадьбе Dhurringile. Дитмерс второй справа в первом ряду.

### Военнопленные
Допросы уцелевших немцев с целью выяснить судьбу «Сиднея» начались 25 ноября. Первоначально допросы были затруднены, поскольку немецким морякам было приказано давать ложные ответы на все вопросы, чтобы сбить противника с толку. Многие не последовали этой инструкции, но их сообщения содержали информацию, полученную из вторых рук различной степени надёжности. Несколько групп выживших были незамедлительно объединены вместе, у них появилась возможность согласовать между собой ложные версии происшедшего. Две отдельные группы немцев, высадившиеся на берег были объединены вместе, а потом размещены на борту «Кентавра», где уже находилась группа со шлюпки Дитмерса. Тем не менее, были предприняты некоторые усилия, чтобы отделить офицеров от матросов, капитана Дитмерса и старшего офицера первоначально держали на борту корабля Yandra, а затем отправили по суше во Фримантл. Всех матросов заключили в лагере близ Харви в западной Австралии, офицеров отправили в казармы Свэнбурна (пригород Перта). Другие группы не имели возможности сговориться: выжившие которых подобрал транспорт «Аквитания» были отправлены в Сидней, допросы членов этой группы показали общности и несоответствия с показаниями основной массы моряков. В дополнение к этому нескольких немцев, допросили в формальном порядке или неформально до объединения групп вместе, в их показаниях были выявлены некоторые общие факты. На основе материалов была составлена истинная история и широких попыток фальсифицировать отчёты не было.
После проведения основных допросов немцев в конце декабря и начале января отправили из Фримантла в Марчсон, штат Виктория: матросов по суше двумя поездами, а офицеров по морю на борту военного транспорта Duntroon. Матросов разместили в лагере военнопленных № 13, где уже находились 1.200 солдат из немецкого Африканского корпуса а также их товарищи спасённые транспортом «Аквитания». Офицеров отправили в усадьбу Dhurringile, расположенную поблизости. После этого были проведены ещё некоторые допросы. В помещениях для военнопленных были размещены подслушивающие устройства, в лагерь внедрились офицеры разведки, но эти мероприятия не дали новой информации.
Один матрос умер в заключении от рака лёгких 24 марта 1942 года и был похоронен на военном кладбище города Татура. 11 ноября 1945 года Дитмерс и 19 других офицеров держав стран Оси бежали из лагеря через туннель, который прорыли за семь месяцев, но в течение нескольких дней все были пойманы. У Дитмерса при поимке нашли немецко-английский словарь, содержавшим два зашифрованных отчёта о битве (черновики вахтенного и инженерного журналов), но эти отчёты дали лишь немного новой информации . Спустя три месяца по возвращении в лагерь Дитмерса госпитализировали в связи с приступом. После войны немецкие офицеры и моряки были репатриированы и 21 февраля 1947 года отплыли из порта Филипп-бей, Австралия на борту парохода Orontes вместе с другими военнопленными стран Оси. По иронии судьбы у соседнего пирса стояло судно Straat Malakka. По прибытии в Куксхафен заключённые были обысканы, перед тем как покинуть судно, были конфискованы несколько письменных докладов, не давших, однако новых сведений.

### Награды и почести
За победу на «Сиднеем» Дитмерс, уже имевший к тому времени Железный крест первого класса, был удостоен Рыцарского креста. Старший офицер, офицер-оружейник и матрос, управлявший 37-мм орудием правого борта, получили Железные кресты первого класса (старший офицер, уже имевший Железный крест, получил к нему орденскую планку). Все остальные члены экипажа были награждены Железными крестами второго класса.
Крейсеру «Сидней» было дано боевое отличие «Корморан 1941» в знак признания повреждений, которые он нанёс немецкому рейдеру. Это было вторым из трёх отличий, дарованных в 20-м столетии за потопление одного корабля.

## Послевоенные поиски
Несмотря на то, что приблизительное местонахождение «Корморана» было известно (согласно большинству немецких отчётов координаты боя 26°S 111°E26°S 111°E), требуемый район поисков обоих кораблей был неосуществимо большим , ввиду неточности местонахождения, это обстоятельство послужило доводом для сторонников альтернативных объяснений битвы, полагавших, что немцы лгали и корабли следует искать южнее и ближе к побережью.
Между 1974 и 1991 годами исследовательский гидрографический корабль австралийского флота «Морсби» (HMAS Moresby) когда базировался во Фримантле, произвёл множество безуспешных поисков «Сиднея» и «Корморана». В июле 1997 военный корабль «Протектор» провёл новый поиск. Однако, все поиски австралийского флота проводились в пределах континентального шельфа, поскольку у флота не было технологии эффективного поиска вне шельфа. Поиски не носили исчерпывающего характера и проводились, в основном, как реакция на утверждения что обломки находятся в определённом месте, корабль посылался с целью подтвердить или опровергнуть заявление. Прочие поиски проводились самолётами ВВС Австралии с магнитометрами на борту, также в качестве реакции на заявления о возможном местонахождении.
В 1990 Океанографический институт Вудс-хоула Woods Hole Oceanographic Institution (WHOI) присоединился к поискам «Сиднея» и «Корморана», проводимом морским музеем западной Австралии (Western Australian Maritime Museum) было согласовано, что район поиска должен быть значительно сужен. На форуме, проведённом в 1991, было условлено, что хотя местонахождение битвы в общем не вызывает сомнений, область поиска затонувших кораблей должна быть сужена. Хотя руководство WHOI первоначально согласилось с тем, что область поиска не может быть сужена, знаменитый подводный археолог Роберт Баллард, получивший известность за обнаружение остатков «Титаника» и немецкого линкора «Бисмарк» заявил, что поиск кораблей не может быть похож на поиск иголки в стоге сена, «так как [сам] стог сена ещё не найден» и WHOI отозвал свой доклад.
В связи с докладом правительства о потере австралийского крейсера от 1999, рекомендовавшим организовать семинар с целью ещё раз определить наиболее вероятную область поисков кораблей, RAN’s Sea Power Centre организовал семинар на тему поиска «Сиднея» (HMAS Sydney Location Seminar). Семинар был проведён в морском музее западной Австралии. Участники семинара не пришли к единому мнению, какое из местоположений битвы наиболее вероятно: данное немцами («северная позиция») или у островов Аброхолс (данное сторонниками «южной позиции»). В 2002 году объединение нефтяных и газовых компаний участвовавших в предприятии северо-западного шельфа (North West Shelf Venture) произвели поиск на безвозмездной основе в восьми предполагаемых местонахождениях в южной области. Обломков кораблей не было найдено, хотя жертвователи заявили, что оборудование было неисправным, и не признали результатов поисков. Последующее обследование наиболее популярного южного участка, проведённого в марте 2007 австралийским судном SV Geosounder, не принесло результатов. Результаты двух поисков дискредитировали альтернативную версию о бое в данной области.

### Обнаружение кораблей
Американский охотник за обломками судов Дэвид Мирнс узнал о событиях битвы и взаимном разрушении кораблей на конференции 1996 года. В 2001 году он начал изучать события битвы. Мирнс сфокусировал внимание на первичных источниках, что привело его к убеждению, что немецкие отчёты о местонахождении битвы были правдивыми. Ему удалось убедить руководство австралийским флотом, что поиски в этой области принесут результаты. В конце 2004 организация Мирнса вошла в партнёрство с благотворительной HMAS Sydney Search Pty. Ltd, которая оказала помощь в поисках «Сиднея». В середине сентября 2004 Мирнс получил разрешение германского правительства снять фильм о «Корморане», если он будет найден. 14 августа 2005 австралийское правительство объявило о выделении гранта в 2,5 млн. A$ (австр.долларов) для Фонда поисков «Сиднея» (Finding Sydney Foundation), благотворительной организации основанной директоратом HMAS Sydney Search для сбора средств. Правительство западной Австралии дало 500 тыс. A$, правительство Нового южного Уэльса — 250 тыс. A$. Несколько компаний и общественность также внесли небольшие пожертвования, но средств для проведения поисков было недостаточно, пока в октябре 2007 австралийское правительство не внесло ещё 2,9 млн. A$ . Собранных денег хватило только на аренду вспомогательного корабля SV Geosounder на 45 дней.
План Мирнса состоял в определении области поисков «Корморана» исходя из предполагаемых стартовых точек отправления двух плотов путём анализа их дрейфа. Эту область в 96 на 63 км должен был за несколько дней обследовать гидролокатор, буксируемый Geosounder. Мирнс решил, что в первую очередь нужно искать «Корморан», поскольку его приблизительное местонахождение можно было предсказать, чего нельзя было сказать о «Сиднее». Позиция «Сиднея» могла быть определена только относительно «Корморана». После нахождения одного из двух кораблей Geosounder должен был вернуться в порт и погрузить на борт дистанционно управляемое устройство (ROV) для съёмок обломков кораблей. Geosounder должен быть отплыть утром 29 февраля 2008 года, но буквально в последнюю минуту возникли проблемы, что задержало выход до 16.00, после возникли утечки топлива, что привело к задержке отплытия до вечера. После ремонтов корабль достиг юго-восточного угла района поисков к полуночи 4 марта, но первые дни поисков были затруднены ввиду повторяющихся поломок сонара и последствий тропического циклона «Офелия». «Корморан» был обнаружен после полудня 12 марта в сильно разрушенном состоянии: корабль разломился после взрыва минного погреба, два больших обломка лежали на глубине в 2.560 м на расстоянии 1.300 м друг от друга. Остальные обломки усеяли площадь в виде овала (центр в точке 26°05′46″S 111°04′33″E26.09611°S 111,07583°E) между двумя большими обломками. Утром 17 марта австралийский премьер-министр Кевин Радд объявил о находке рейдера.
Благодаря обнаружению «Корморана» и наблюдениям немцев после битвы, была вычислена область поисков «Сиднея», который был обнаружен в 11.00 17 марта спустя несколько часов после официального объявления о находке «Корморана». Спустя день премьер-министр Радд объявил о находке. После затопления нос корабля отломился и лежал на противоположном конце поля из обломков растянувшегося на 500 м к северо-западу от корпуса. Два корабля находились в 21,1 км друг от друга, «Сидней» на юго-востоке . После обнаружения оба корабля находятся под защитой австралийского Акта об исторических обломках кораблей 1976 года. 14 марта 2011 года корабли были включены в список национального наследия Австралии.
Geosounder вернулся в Джеральдтон 20 марта, но задержки с установкой и тестированием ROV отсрочили отплытие до 29 марта, причем кораблю пришлось пересечь путь циклона «Панчо». Первым был обследован «Сидней». Из-за проблем с электрической частью ROV съёмки начались только 3 апреля. За пять дней было проведено шесть погружений ROV, в ходе погружений были обследованы, сняты и задокументированы главная часть корпуса и поле обломков. Повреждения «Сиднея» установленные поисковой группой совпадали с описаниями данными командой «Корморана» после битвы. По завершении действий с ROV у «Сиднея» Geosounder направился к «Корморану». В полночь 7 апреля было заявлено об окончании поисков.
В апреле 2015 года экспедиция университета Curtin и Western Australian Museum обследовала обломки, чтобы сделать 3D-карты местонахождения обломков для дальнейшего обследования и для определения ущерба, возникшего после обследования 2008 года для составления плана консервации. В ходе недельной экспедиции при помощи двух ROV были сняты 30 часов видео и сделаны 700 тыс. изображений.

## Анализ

### Историография
Первый исторический очерк о битве был опубликован в 1947 в составе труда Джорджа Джилла «Австралийский флот, 1939—1942» первый из двух томов об австралийских ВМС под профинансированной правительством серии «Австралия в войне 1939—1945». В связи с ограниченным объёмом книги был представлен только краткий отчёт о битве. Джилл принял немецкую версию событий, осуждающую капитана Барнета за то, что тот поставил в опасность свой корабль. Военно-морской историк Том Фрейм описал очерк Джилла как «успокаивающий и бесстрастный» и «неизбежно поверхностный», но подверг нападкам анализ битвы произведённый Джиллом как «имеющий серьёзные недостатки, непоследовательный и противоречивый». В это время были опубликованы также несколько биографических и автобиографических работ, касающихся событий битвы (включая книги Дитмерса и бывшего командира «Сиднея» Джона Коллинза), но ни одна из них не содержала новой информации.
Книга Майкла Монтгомери Who Sank The Sydney? (Кто потопил «Сидней») (1981) стала первым трудом, где фокус был сделан только на «Сиднее» и обстоятельствах его потери и первым всесторонним пересмотром принятой точки зрения на события битвы. Сын штурмана «Сиднея» Монтгомери не смог принять описания Джилла и заявил, что подлинные события были скрыты. Согласно его точке зрения, изложенной в книге, «Корморан» открыл огонь по «Сиднею» будучи под флагом нейтральной державы, в битве участвовала японская подлодка, и все выжившие австралийцы были истреблены, чтобы скрыть участие японцев. Монтгомери также выдвинул предположение, что британским властям было известно о предстоящем нападении японцев на Перл-Харбор происшедшем через три недели и британцы приказали австралийскому правительству скрыть правду о потере «Сиднея», чтобы США оказались втянуты в войну. Тем не менее, книга Who Sank The Sydney? основана на допущениях признанных некорректными, на непроверенных источниках (включая доклад «моряка» найденный в переводе ошибочной австралийской газетной статьи). Также Монтгомери избирательно отбирает германские отчёты о битве поддерживающие гипотезу. Как правило, считается, что именно Монтгомери возбудил волну споров об обстоятельствах битвы.
Книга Барбары Уинтер HMAS Sydney: Fact, Fantasy and Fraud (1984) является ответом на работу Монтгомери. Уинтер воспользовалась материалами из немецких и американских архивов в дополнение к австралийским источникам. Главный упор сделан на сравнении опыта и умения Барнета и Дитмерса, что поддерживает принятый взгляд на битву. В своей работе автор также пытается выявить и опровергнуть все слухи и теории появившиеся после битвы. Фрейм отзывается о её работе как о "резонной и убедительной…хотя она слишком рьяно пыталась защитить экипаж «Корморана» за счёт «Сиднея». В правительственном докладе 1999 года отмечается что позиция Уинтер, защищающей немецкую версию событий, сделала её bête noire (ненавистный человек) для тех, кто продолжает искать более мрачные объяснения трагедии «Сиднея».
Форум «Сидней» (HMAS Sydney Forum) проведённый музеем западной Австралии (Western Australian Museum) в 1991 году с целью привести к согласию взгляды на битву и собрать предположения, как и где должны происходить поиски «Сиднея» и «Корморана». Заинтересованные партии, включая Монтгомери, Уинтер и Фрейма собрались вместе на трёхдневном форуме, но вместо того, чтобы примирить различные взгляды на битву, форум лишь усугубил раскол между участниками. Вдохновлённый результатом форума Фрейм написал книгу HMAS Sydney: Loss and Controversy («Сидней»: потеря и споры), опубликованную в 1993 году и ставшую первой книгой, посвящённой данному предмету, чьим автором выступил морской офицер или историк. Кроме анализа битвы и её исхода были приведены данные по историографии и развития споров. Работа Фрейма поддерживала австралийский флот и Барнета. Фрейм отверг большинство альтернативных версий и в то же время считал, что немцы проявили двоедушие. В 1997 году группой End Secrecy on Sydney был проведён второй форум, но антагонизм между сторонниками различных версий битвы «привёл форум к словесной перепалке между участниками». В 1997 и 1998 годах Joint Standing Committee for Foreign Affairs, Defence and Trade (JCFADT) (объединённый постоянный комитет по иностранным делам, обороне и торговле) провёл расследование о гибели крейсера, которое было вынесено на парламентское слушание в марте 1999 года. Расследование JCFADT содержало свыше 400 представлений и свыше 500 страниц устных допросов. Тем не менее, доклад имел неопределённый характер и несмотря на то, что не было найдено доказательств поддерживающих различные спорные версии битвы, дебатам между сторонниками различных версий не был положен конец, спор стал походить на «диалог глухих».
В течение следующих несколько лет были опубликованы несколько книг о битве. Книга Фрейма была обновлена и переиздана в 1998 году. В 2000 году была опубликована Bitter Victory: the death of HMAS Sydney Уэсли Олсона в которой он подверг пересмотру доказательства и прибёг к сравнениям схожих морских боёв и затоплений, что поддержало принятый взгляд на битву. В работе Глени МакДональда Seeking the Sydney: a quest for truth (Поиски «Сиднея»: поиски истины)(2005) не делались попытки анализа записей и расшифровок допросов, но вместо этого были приведены сообщения очевидцев битвы или участников поисков, спасательных операций или допросов для составления устной истории битвы и её последствий. Автор пришла к выводу, что битва произошла несколько ближе к берегу чем заявляли немцы. Автор Джон Сэмюэльс в книге Somewhere below: the Sydney scandal exposed (Нечто внизу: раскрытие скандала с «Сиднеем») (2005) выразил крайнюю точку зрения альтернативной теории битвы, заявив что «Сидней» был потоплен японской подлодкой без участия «Корморана» или при небольшом его участии, и что имело место широкомасштабное засекречивание обстоятельств. Сэмюэльс не опирается на достоверные источники и игнорирует или пропускает доказательства, поддерживающие принятую точку зрения принимая их за сокрытие истины. Согласно одной из рецензий, книга приносит только страдания родственникам погибших и как теория заговора находится в одном ряду с Розуэльским инцидентом.
Также в 2005 году, Брет Маннинг использовал альтернативные теории для основы своего романа шпионского жанра «Enduring Deception», где американский агент должен скрыть встречу крейсера с японской подлодкой, благодаря чему нападение на Перл-Харбор получилось неожиданным, что привело ко вступлению в войну США. Также имели место немало намеренных мистификаций, в некоторых сообщалось, что обломки судов были обнаружены, что мешало серьёзным попыткам поиска, так как военные средства использовались для проверки данных мест В одной из мистификаций сообщалось не только о нахождении затопленного корабля у Дирк-хартог, но и сообщалось о найденной там могиле.
Военный историк доктор Том Льюис в то время морской офицер на службе написал несколько аналитических статей о спорах, окружающих битву, во всех утверждалось, что отчёт моряков «Корморана» был верным. В декабре 2007 года был сделан первый отчёт о боевых повреждениях обломков «Сиднея». В феврале 2008 года была опубликована статья «What may the wreck of the Sydney reveal» в томе № 42 Warship журнала RUSI Journal United Service. Льюис также заявил: «Правда о „Сиднее“ в том, что теоретики заговоров должны заползти обратно в трюмы». В выпуске журнала Wartime утверждалось, что экипаж «Сиднея» был истреблён, что наносит ущерб благополучию их семей.
После нахождение обломков корабля министерство обороны Австралии провело новое расследование. Председателем выступил Теренс Коул, эксперт по морскому праву и бывший генеральный юридический советник. Выводы Коула были опубликованы в июле 2009 года в трёхтомном докладе, один из томов был посвящён оценкам различных разногласий и альтернативных теорий, окружающих события битвы. Согласно заключению Барнет был ответственен за то, что поставил корабль в опасность, однако следователи воздержались от обвинения в его адрес в халатности. Также не было найдено доказательств поддерживающих какие-либо альтернативные версии. Месяц спустя охотник Дэвид Мирнс опубликовал отчёт о поиске двух кораблей под названием The Search for the Sydney: How Australia’s greatest maritime mystery was solved. (Поиски Сиднея: как была разгадана величайшая морская тайна Австралии). Доктор Томас опубликовал статью «What has the wreck of the Sydney told us?» в выпуске № 44 Warship magazine и статью «Needles and Haystacks — Why finding the wreck of the Sydney was so difficult» в выпуске № 43 журнала Australian War Memorial’s Wartime magazine

### Дискуссия
Слухи о том что битва прошла не так как это кажется, возникли предположительно сразу после того как «Сидней» не достиг порта Фримантл в предусмотренный срок. Некоторые слухи исходили с высших уровней администрации. Монтгомери в своей работе Who Sank The Sydney? (Кто потопил «Сидней») сравнил эти слухи и первым бросил вызов принятому взгляду на битву. Фрейм и Олсон оба обвинили Монтгомери в разжигании полемики. Фрейм описывает работу Монтгомери как «полемический, скандальный отчёт с поиском виновных», который даже если не ставил целью возбуждение споров пришёл к этому. Позднее работу Монтгомери называли «вызывающей дебаты и открывающей старые и наносящей новые раны». Альтернативные взгляды поддерживались и пропагандировались некоторыми организациями, такими как Sydney Research Group и End Secrecy on Sydney и такими авторами как МакДональд и Сэмюэльс.
Большинство альтернативных версий основаны на неприятии факта, что модифицированное торговое судно могло уничтожить самый современный крейсер, при этом большинство теорий предлагают различные версии того, как немцы могли обрести решающее преимущество. Тем не менее, вооружение двух кораблей почти равно и хотя «Сидней» имел преимущества в броне и дальнобойности он нивелировал их, приблизившись к «Корморану». Близкая дистанция означала, что преимущество будет у того, кто выстрелит первым. В то время как Барнет полагал, что имеет дело с торговым судном, Дитмерс готовил сюрприз для противника, а комендоры рейдера знали, как сделать это с максимальной эффективностью.
Большинство теорий опирается на:

#### Неправильное использование флагов
Эти теории опираются на то, что Дитмерс незаконно открыл огонь, перед тем как «Корморан» поднял свой боевой флаг, или поднял белый флаг о сдаче, чтобы успокоить Барнета и обмануть его, или использовал ложные сигнальные флаги, что нуждается в медицинской или технической помощи, чтобы подманить «Сидней». В то время как нападение на корабль без поднятия боевого флага или под белый флагом сдачи считается военным преступлением, ложный сигнал о бедствии может рассматриваться как военная хитрость.
Все немецкие отчёты показывают, что «Корморан» спустил голландский флаг и поднял германский боевой флаг перед тем как был отдан приказ открыть огонь, хотя утверждения немцев и заявление в биографии Дитмерса, что на поднятие флага, сброс маскировки и открытие огня ушло шесть секунд вызывает общее недоверие и вопросы. Олсон утверждает что цифра «шесть секунд» в первоначальном докладе Дитмерса относится только к поднятию флага и со значением, испорченным с течением времени. Фрейм напротив рассматривает возможность, что об этом знало только несколько человек. Он приводит цитаты из других частей автобиографии, где Дитмерс периодически утверждает, что не совершил преступления, заявляя о своём страхе перед военным трибуналом, тем самым показывая свою виновность.
Уинтер проследил источник теории о «сигнале сдаче или бедствия» до обычной газетной статьи, написанной сразу после битвы, её автор не имел доступа к пленным или данным военно-морской разведки. Олсон подвергает сомнению версию о том, что команда «Корморана» подняла белый флаг, чтобы подманить «Сидней», поскольку тем самым Барнет убедился бы в том, что судно Straat Malakka является не тем, за что себя выдаёт. Он выдвигает гипотезу, что немцы могли показать ложные сигналы или попробовать бежать.
Коул в расследовании 2009 года делает вывод, что немцы подняли боевой флаг до того, как сделали первый выстрел. Коул полагает, что версия об использовании сигнала о сдаче или бедствия является «выдумкой тех, кто ищет оправдание» тому, что крейсер подошёл близко.

#### Участие японцев
Заявление об участии японцев, а именно о подлодке, действовавшей вместе с «Кормораном», основано на нескольких фактах. У немецких моряков, захваченных в плен, были найдены молочные бутылки с японскими наклейками. Хотя об этом упоминается, как о доказательстве того, что японская подлодка поддерживала «Корморан», бутылки были доставлены военным судном снабжения Kulmerland, которое получало материалы снабжения у Японии. Один из моряков «Корморана», находясь в плену, сделал несколько рисунков, предполагалось, что они содержат отчёт о битве, написанной стенографическим письмом по системе Deutsche Einheitskurzschrift. Штатский, работавший на австралийскую военную разведку, попытался расшифровать записи, прибегнув к интерполяции и предположениям, чтобы понять смысл зашифрованного сообщения и заполнить пробелы. В итоге он выделил сообщение, включавшее фразу «артиллерийский обстрел со стороны японцев». Однако несколько экспертов по стенографии, с которыми проконсультировался Уинтер, не нашли в рисунках ничего похожего на стенографические записи по системе Einheitskurzschrift (или других немецких стенографических систем).
Согласно Монтгомери, участие подлодки подтверждается многочисленными видениями подлодок и похожих на подлодки объектов в австралийских водах, особенно в Таунсвилле, где в конце октября были замечены шесть «странных лодок», которые всплыли на поверхность, выпустили крылья и улетели. Монтгомери объясняет, что это были японские подводные авианосцы, которые могли достичь Карнарвона ко времени нападения на «Сидней». В докладе Коула отмечается, что ложные видения подлодок — обычное дело в военное время . Вдобавок позиции всех 46 действующих японских подлодок учтены: 28 из них готовились к нападению на Перл-Харбор, семь были готовы к действиям в Южно-Китайском море и на Филиппинах, девять направлялись к Южно-Китайскому морю, а две только получили задание патрулировать в Тихом океане.
Японские СМИ заявляли несколько раз, что «Сидней» был захвачен и отбуксирован в Японию, или что его команда интернирована в японских лагерях для военнопленных. Послевоенные расследования установили, что эти сообщения были сделаны исключительно в целях пропаганды. Делались заявления, что после войны в Японии были найдены предметы с «Сиднея» (включая ленточки с головных уборов), но последующее расследование установило, что они основаны на неподтверждённых домыслах.
Также были предположения, что на японской подлодке I-124, потопленной близ Дарвина кораблём HMAS Deloraine 20 января 1942 года, через три месяца после гибели «Сиднея», содержалась информацию о подлинной судьбе «Сиднея», в которой могла принять участие и эта подлодка. Доктор Льюис, написавший статьи Sensuikan I-124и Darwin’s Submarine I-124, внёс лепту в расследование Коула, категорически утверждая о невозможности этого.
Отсутствие информации о японской агрессии перед нападением на Перл-Харбор объясняется широкомасштабным прикрытием японской агрессии в попытке втянуть США в войну. Считается, что обсуждение предполагаемого прикрытия японской агрессии есть попытка привлечь внимание к альтернативной версии битвы, связав её с идеей о том, что американским властям было известно о грядущем нападении на Перл-Харбор. В докладе JCFADT сделан вывод, что нет доказательств версии участия японцев. Коул в своём докладе пришёл к тем же выводам и заявил, что утверждения в пользу присутствия подлодки фактически неправильны, поддерживающих доказательств не хватает.

### Отсутствие выживших с «Сиднея»
Альтернативные теории битвы приписывают отсутствие выживших, тел моряков или обломков «Сиднея» необходимостью скрытия доказательств незаконных действий немцев или японской агрессии. Найденный плот системы Карли с повреждениями, приписываемыми обстрелу из пулемёта, часто представляется как доказательство.
Австралийский военный музей в 1992—1993 предпринял детальный анализ плота с целью определения природы повреждений. Металлургические тесты найденных частиц показали, что они относятся к немецким снарядам, а не к пулемётным пулям, немецким или японским. Как доказательство также приводятся слова выживших китайцев о том, что никакого расстрела австралийских выживших из пулемётов не было, поскольку если бы они присутствовали при расстреле или слышали о нём, их бы тоже убили, чтобы сохранить тайну.
Согласно принятому взгляду на битву (основанному на описаниях немцев) большинство экипажа «Сиднея» погибли в ходе битвы, а оставшиеся погибли, когда крейсер затонул. Организация оборонной науки и техники Австралии использовала фотографии обломков, сделанных Мирнсом дле технического анализа, который показал, что повреждения «Сиднея» согласуются с показаниями немцев. Согласно выводам анализа около 70 % экипажа должно было погибнуть в ходе битвы непосредственно от ранений или задохнувшись дымом или ядовитым газом. Мирнс установил, что после того как нос корабля отвалился, оставшаяся часть корпуса оставалась на плаву самое большее две минуты, и те на борту, кто ещё оставался в живых, погибли, когда крейсер пошёл ко дну. В докладе Коула заявлялось, что мореходные качества «Сиднея» резко сошли на нет, что затруднило любые попытки эвакуации. Открытые двери в водонепроницаемых переборках показывают, что некоторые попытки эвакуации имели место. Присутствие всех фрагментов двух шлюпок крейсера на близлежащем поле обломков и повреждения от выстрелов шлюпбалок двух пропавших шлюпок дали Мирнсу основания предполагать, что после того как отвалился нос, была предпринята попытка к эвакуации, но на это уже не было ни времени, ни пригодных шлюпок.
Повреждения, полученные в ходе битвы, заставили выживших австралийцев использовать спасательные плоты системы Карли и личные спасательные пояса, которые могли сохранить жизнь только на небольшое время. Основываясь на показателях выживаемости людей в ходе современных потерь боевых кораблей, Олсон утверждает, что уцелевшие после затопления корабля должны были погибнуть от ран, обезвоживания или утонули до того, как начались поиски, а их тела не всплыли на поверхность пока поиски не закончились. Моряки с «Корморана» уцелели, поскольку в отличие от «Сиднея» шлюпки и плоты рейдера были достаточно оснащены и большей частью не повреждены. Хотя считается, что «Сидней» был единственным боевым кораблём, погибшим со всем экипажем, в докладе JCFADT перечисляются восемь других надводных кораблей похожего размера, погибшие в ходе мировых войн без единого выжившего, а также шесть других кораблей, где погибло 95 % или более экипажа, бывшего на борту.
Альтернативная версия этой теории гласит, что были преднамеренные задержки в организации поисков корабля. Нет доказательств, что находившиеся на берегу знали о битве, пока танкер Trocas не обнаружил немецких выживших и не проинформировал власти. Организация The Sydney Research Group предполагает что экипаж «Сиднея» пытался сообщить по радио в Дарвин, что крейсер в огне и происходит эвакуация. Некоторые личности или группы делали заявления, что слышали или являлись свидетелями приёма сообщений (как голосовых, так и азбукой Морзе) от «Сиднея» или видели расшифровки этих сообщений. Все эти заявления о расшифровках или других доказательствах были впоследствии опровергнуты.
«Сидней» не был оснащён оборудованием для передачи голосовых сообщений и соответственно не мог передать эти сообщения, о которых впоследствии докладывалось. Если бы крейсер попытался передать сигналы азбукой Морзе, они могли быть заглушены радиооператорами «Корморана». Некоторые сообщения отнесены к другим источникам, в то время как соратники заявителей показали, что могут быть подозреваемы как авторы остальных. Расследование 2009 года пришло к выводам, что «Сидней» не посылал никаких сообщений ни до, ни в ходе или после битвы.

### «Сидней» не был в боевом положении
Заявление, что «Сидней» не находился в боевом положении, происходит из наблюдений Дитмерса. Когда австралийский крейсер приблизился, у четырёх его 100-мм орудий не было людей, и моряки в фартуках (Дитмерс описал их как буфетчиков) стояли на палубе, глазея на германский корабль. Сторонники альтернативной версии битвы интерпретируют это как доказательство того, что «Сидней» не находился в боевом положении, из-за чего его команда не успела среагировать, когда «Корморан» сбросил фальшивую личину.
Олсон указывает две группы моряков, которые были ошибочно приняты за «буфетчиков», и нашёл место, где Дитмерс мог их видеть. Подносчики зарядов 4-дюймовым орудиям, носившие защитные фартуки, могли стоять в стороне от своих орудий, поскольку планируемый запуск с катапульты гидросамолёта Walrus мог повредить незащищённым комендорам, кроме того, они стояли на линии огня орудия Х, направленного на «Корморан». Другая группа моряков могла готовить шлюпку, чтобы спасать команду гидросамолёта, если он приводнится, или для высадки на «Корморане»; их спасательные жилеты были по ошибке приняты за фартуки. В докладе JCFADT содержится предположение, что была и третья группа — команда борьбы за живучесть корабля в противопожарных костюмах.
С другой стороны, в докладе Коула заявляется, что «Сидней» мог не находиться в боевом положении, бортовые журналы нескольких австралийских военных кораблей показывают, что боевое положение не было обычной практикой при приближении неопознанных торговых судов в территориальных водах . Данные журналов, показания Дитмерса и убеждение, что «Сидней» приближался к «безвредному», а не к «подозрительному» судну, подтолкнуло Коула к заключению, что австралийский крейсер не находился в боевом положении.

### Находка неопознанного трупа на острове Рождества
В полдень 6 февраля 1942 года наблюдатели на острове Рождества заметили предмет в море, который вблизи оказался плотом системы Карли. На нём находилось тело мужчины европеоидной расы в голубом комбинезоне, выгоревшем на солнце добела. Мышцы с его правой руки были объедены рыбами, а глаза и нос выклеваны птицами. Верхний слой плота был повреждён шрапнелью, а нарост морской живности показывал, что плот дрейфовал некоторое время. Поскольку остров находился под угрозой японского нападения, после краткого обследования тело было похоронено в необозначенной могиле близ поселения Флайинг-Фиш-Ков. Эвакуация началась 17 февраля, а японские силы оккупировали остров 23 марта.
Обитатели острова полагали, что плот и моряк принадлежали военному флоту, а именно «Сиднею». Послевоенное расследование, проведённое австралийским флотом, показало, что описание плота не соответствовало плотам, произведённым для австралийского флота, но это заявление было неверным. Последующие исследователи вопроса не пришли к согласию: Уинтер заявляет, что спасательный плот был с «Сиднея» и ко времени его обнаружения плавал вокруг острова Рождества, в то время как Олсен заявляет, что описание канатов и обозначений плота соответствует британским кораблям («Сидней» мог получить с них предметы снабжения), на робе видны знаки различия матроса и рост морской флоры соответствует времени нахождения плота в море. Расследование JCFADT пришло к выводу: "согласно балансу вероятностей что тело и плот системы Карли скорее всего с «Сиднея». Фрейм который сначала скептически относился к выводам о происхождении плота под влиянием доказательств изменил своё мнение.
Следователи рекомендовали найти могилу, эксгумировать тело и сравнить ДНК с родственниками экипажа «Сиднея». В 2001 году австралийский флот провёл поиски могилы, которые не увенчались успехом. В 2006 году были проведены новые поиски, могила была обнаружена. В ходе вскрытия внутри черепа был обнаружен кусок металла, это дало основание предполагать, что причиной смерти стало травматическое повреждение мозга. Хотя сторонники версии о резне моряков «Сиднея» ухватились за эту находку, было установлено, что это германская шрапнель. По состоянию на сентябрь 2010 года тесты ДНК всё ещё не дали определённых результатов и расследование продолжалось. 19 ноября 2021 года тело погибшего было идентифицировано. Это был моряк с «Сиднея» Томас Уэлсби Кларк. Австралийский министр по делам ветеранов Эндрю Ги отметил что Кларк стал возможно единственным членом экипажа «Сиднея», сумевшим добраться до спасательного плота

### Зачем Барнет подошёл так близко

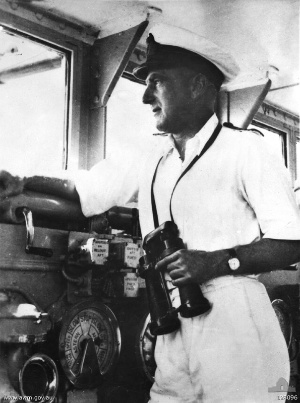
Капитан Барнет на мостике «Сиднея»

Приблизившись к «Корморану» Барнет лишился преимущества более дальнобойной артиллерии и поставил «Сидней» в позицию, где основные орудия рейдера могли пробить броню австралийского крейсера. Поскольку с «Сиднея» не осталось выживших решение Барнета осталось необъяснимым, писатели могут только предполагать на эту тему и выделять факторы которые могли повлиять на его решение. Вплоть до 1980-х в большинстве опубликованных материалов на тему гибели «Сиднея» принималась германская версия событий: Барнет был обманут маскировкой «Корморана» и поставил свой корабль в тактически ошибочную позицию, писатели в разной мере осуждают австралийского капитана за его роль в гибели крейсера.
Джилл утверждает, что поскольку Барнет принял командование над «Сиднеем» после службы на берегу и был отправлен в относительно спокойные области, он проявил опрометчивость, приблизившись к «Корморану». Джилл также предполагает что Барнет не испытывал подозрений к судну Straat Malakka. Если бы у него возникли подозрения, то он приказал бы поднять самолёт Walrus чтобы идентифицировать судно или нарушил радиомолчание чтобы навести о нём справки.
Олсен (вместе с другими) полагает, что Барнет пришёл в замешательство из-за противоречащих друг другу приказов: рейдеры должны были быть уничтожены (предпочтительно на расстоянии, чтобы избежать ответных выстрелов) но корабли снабжения рейдеров или торговые суда нужно было захватывать для компенсации грузовых судов союзников погибших в ходе войны за тоннаж. Метод предполагаемого захвата состоял в быстром подходе на близкое расстояние и высадки абордажной партии до того как вражеское судно успеет обратиться в бегство. Олсен полагает что действия «Корморана» (поворот от берега при виде неопознанного корабля, задержки в ответных сигналах, сигнал бедствия, долго транслировавшийся после появления «Сиднея») вызвали подозрения у Барнета и он попытался поставить крейсер в позицию где он мог бы опознать особенности судна и облегчить его захват. После потери «Сиднея» адмиралтейство изменило инструкции по захвату торговых судов: попытки захвата могли быть предприняты, только если отсутствовал риск, что судно является рейдером или сопровождается подлодкой, до конца войны таких попыток не было предпринято.
В марте 1941 тяжёлый крейсер австралийского флота «Канберра» встретил танкер и снабжающий корабль, похожий на рейдер. После приказа остановиться подозрительный корабль повернулся и стал уходить. «Канберра» стала преследовать незнакомца и начала обстрел с максимальной дистанции чтобы избежать ответного огня, в то время как гидросамолёт крейсера «Валрус» пытался остановить танкер сбрасывая бомбы. Крейсер выпустил 215 снарядов большинство ушли мимо целей, «Валрус» израсходовал все бомбы. Тем не менее, команды обоих кораблей (корабль снабжения рейдеров «Кобург» и захваченный норвежский танкер Ketty Brovig) затопили свои корабли. «Канберра» первой открыла огонь. Проведённые после боя анализы установили, что если бы «Канберра» подошла ближе, то смогла бы нанести тот же ущерб при меньшем расходе снарядов и один или оба корабля могли быть захвачены. По мнению Фрейма и Джилла эти факторы могли повлиять на решение Барнета.
В докладе по расследованию 2009 года Коул установил, что Барнет применил процедуру для подхода и вызова «безвредного» корабля, а не «подозрительного». В противном случае «Сидней» должен был держаться на расстоянии в 13-15 км и приказать торговому судну остановиться под угрозой открытия огня. Несмотря на то, что Барнет располагал списком кораблей, которые должны были пройти через область, Коул предположил, что Барнет уже становился жертвой ошибок в подобных списках и решил, что присутствие судна Straat Malakka также является канцелярской ошибкой. Коул также рассмотрел действия которые, по мнению Олсена показывают что у команды «Сиднея» возникли подозрения. Коул предположил что «Сидней» к этому времени уже оказался в невыгодной ситуации.

## Памятники

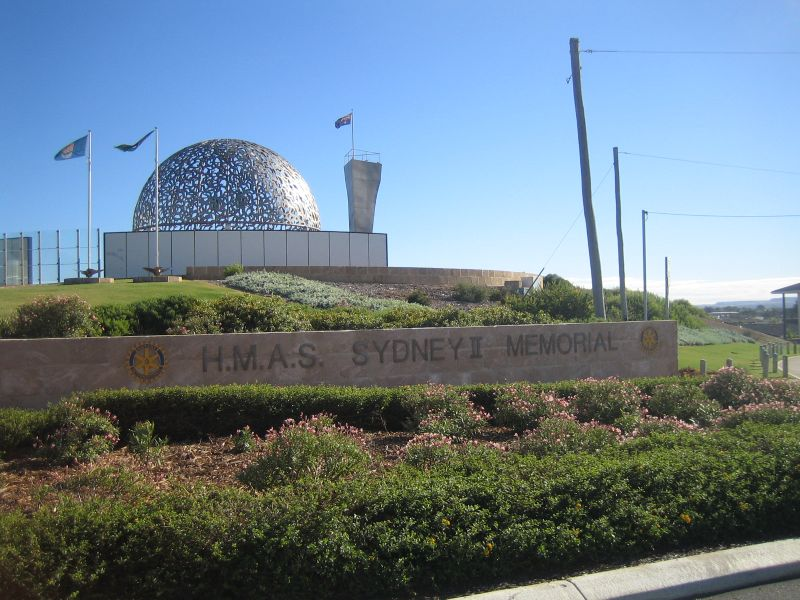
Мемориал в Джералдтоне

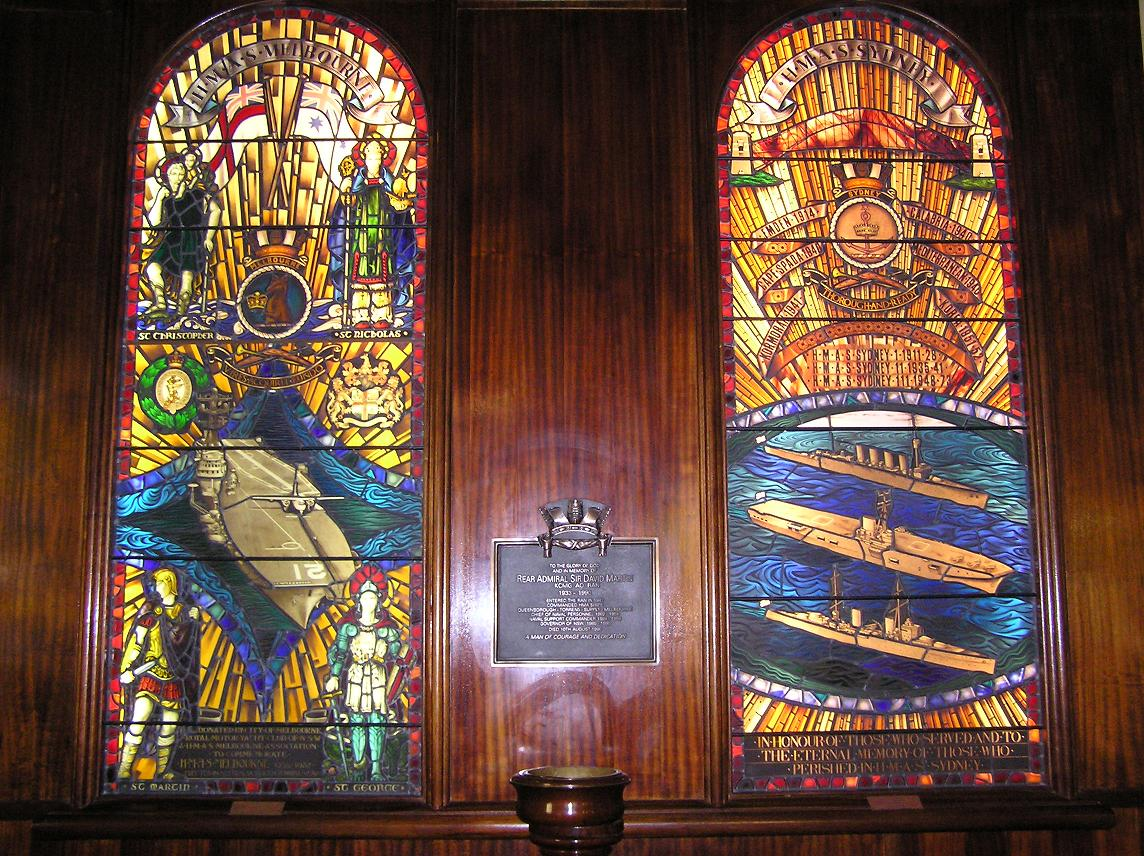
На окнах мемориала изображены три корабля носивших название HMAS «Sydney» (справа) и авианосец HMAS «Melbourne» (слева) в военно-морской церкви Garden Island NSW

Главный памятник, посвящённый гибели «Сиднея» находится на горе Скотт в Джералдтоне, Западная Австралия. Начало его было положено после речи исследователя Глениса Макдональда (Glenys McDonald) на собрании местного клуба организации Ротари. 19 ноября 1998 года был установлен временный памятник состоящий из валуна, флагштока и бронзовой плиты) в этом же году у памятника прошла церемония памяти. Во время исполнения гимна Last Post над собравшимися пролетела большая стая чаек и направилась к морю. Благодаря этому событию появилась идея дизайна постоянного памятника. Новый памятник состоял из четырёх основных элементов: стелы того же размера в виде носа корабля, гранитной стены со списком экипажа корабля, бронзовой статуи женщины, смотрящей на море и тщетно ожидающей возвращения крейсера и купола (называемого куполом душ) к которому приварены 645 стальных чаек. Памятник (без стелы которая ещё не была установлена к этому времени) был открыт 18 ноября 2001 года. На следующий вечер у него прошла церемония поминовения 60-й годовщины битвы. В 2011 году была установлена стела и пятый элемент — место памяти с картой области на которой отмечено местонахождение обломков «Сиднея».
Среди других мероприятий посвящённых гибели «Сиднея» можно выделить посадку 645 дубов вдоль Кэрнарвон-авеню близ монумента памяти в Мельбурне и сооружение пирамиды из камней в 9 км к северу от Куоббы близ которой несколько выживших с «Корморана» были арестованы служащими австралийской армии. Служба «Сиднея» и других кораблей с тем же именем была отмечена на витраже в военно-морской церкви на Гарден-айленд. Имена погибших были выбиты на стенах австралийского военного мемориала, имена погибших моряков «Корморана» указаны на военно-морском мемориале в Лабё.
Для финансовой помощи в замене кораблей был основан «фонд замены Сиднея» (HMAS Sydney Replacement Fund). Собранная сумма в 426 тыс. австрал. фунта была использована для помощи в приобретении первого австралийского авианосца в конце 1940 года. В честь «Сиднея» был назван австралийский авианосец класса «Маджестик» приступивший к несению службы в декабре 1948 года. В честь «Корморана» был назван торпедный катер типа «Зееадлер» в 1959 году. В составе ВМФ ГДР действовал корабль «Корморан», переданный СССР в 1970—1974 годах (по другим данным, малый противолодочный корабль советского проекта 201М, в составе ВМФ ГДР с 1961 по 1976 год).

## Комментарии
- ↑  Хотя Фрейм называет битву «Сидней» — «Корморан» в других источниках такое название нигде не встречается.
- ↑  Некоторые источники заявляют что в составе Кригсмарине действовали 11 вспомогательных крейсеров, два перед уходом из Германии были переквалифицированы для других целей.
- ↑  Другие источники заявляют что выжило 317 человек, включая двух китайцев[83]. Третий китаец был на борту спасательной шлюпке, найденной «Кентавром». Поскольку «Eurylochus» принадлежал компании Blue Funnel Line, а «Кентавр» принадлежал дочерней Ocean Steamship Company, поэтому его ввели в состав экипажа «Кентавра» вместо того чтобы отправить к остальным немцам[24].